# Islamismo no Sudão
O Sudão é um país religiosamente misto, embora os muçulmanos tenham domínio nas instituições governamentais da nação desde a independência em 1956. As estatísticas indicam que a população muçulmana é de aproximadamente 75%, incluindo grupos árabes e não-árabes; cristãos em aproximadamente 10%; e tradicionalistas em 15%. Predominam os muçulmanos do norte, mas há significativas comunidades cristãs em cidades do norte, principalmente em áreas onde há um grande número de pessoas deslocadas internamente. Estima-se que, ao longo dos últimos quarenta anos, mais de 4 milhões de habitantes do sul fugiram para o norte para escapar da guerra. A maioria dos cidadãos no sul quer aderir ao cristianismo ou religiões tradicionais indígenas, no entanto, há alguns muçulmanos adeptos também, de tais crenças. A população é quase inteiramente muçulmana sunita, mas está dividida em vários grupos.
A divergência religiosa do país é agravada pela percepção entre muçulmanos e não-árabes que habitam no sul, que eles são cidadãos de segunda classe. Enquanto os árabes muçulmanos do norte têm dominado estruturas políticas e econômicas desde a independência em 1956. Os habitantes do sul iniciaram uma luta armada para protestar contra as discriminações religiosas, políticas e econômicas, mesmo antes da independência. O habitantes do sul lutam para buscar alguma forma de auto-determinação regional, o Sul vai votar um referendo realizado em 6 anos após um acordo de paz ter sido implementado, na sequência de um pré-período de transição de seis meses.
A lei da xaria e sua aplicação para os não-muçulmanos na capital foi uma questão controversa durante as negociações, mas esta e outras grandes questões subjacentes ao norte e ao sul, foram resolvidos em grande parte nos acordos. A xaria geralmente vai continuar a ser a base do sistema jurídico nacional, uma vez que se aplica no norte, a legislação nacional aplicável ao sul está a ser baseado em um "consenso popular, os valores e os costumes dos povos." Em estados ou regiões onde a maioria possui diferentes crenças religiosas ou costume do que aqueles em que se baseia o sistema jurídico, a legislação nacional pode ser alterada para um melhor acordo com tais crenças. Em todo o país, a aplicação da xaria para os não-muçulmanos, deve ser limitada, e os tribunais não podem exercer o seu poder discricionário para impor as leis de xaria sobre os não-muçulmanos.
No oeste, nos três estados de Darfur, uma guerra entre milícias formada em grande parte por pecuaristas, tribos muçulmanas, e em grande parte não-muçulmanos nômades africanos, resultou na limpeza étnica e redistribuição africana das populações muçulmanas na região. É essencialmente um conflito étnico, e não religioso.

## Etnia da população muçulmana no Sudão

### Árabes
No início da década de 1990, a maior categoria entre as populações muçulmanas do Sudão consistiu em falar alguma forma de árabe. Foram excluídos de um pequeno número de falantes árabe originários do Egito. Em 1983 as pessoas identificadas como árabes constituíam quase 40% do total da população sudanesa e quase 55% da população das províncias do norte. Em algumas destas províncias (Cartum, Norte, Al Awsat), foram esmagadoramente dominante. Em outros (Cordofão, Darfur), que eram menos, mas formada por uma maioria. Em 1990, o estado Oriental foi provavelmente em grande parte árabe. Deve-se ressaltar, no entanto, que a aquisição de uma segunda língua árabe como não conduz necessariamente à assunção de identidade árabe.
Apesar da linguagem comum, da religião, e da auto-identificação, árabes, não constituem um grupo coeso. Eles eram muito diferentes nos seus modos de vida e formas de vida. Além da grande distinção dividindo árabes em sedentários e nômades, havia uma antiga tradição que lhes atribuído às tribos, cada afirmou dispor de um ancestral comum.

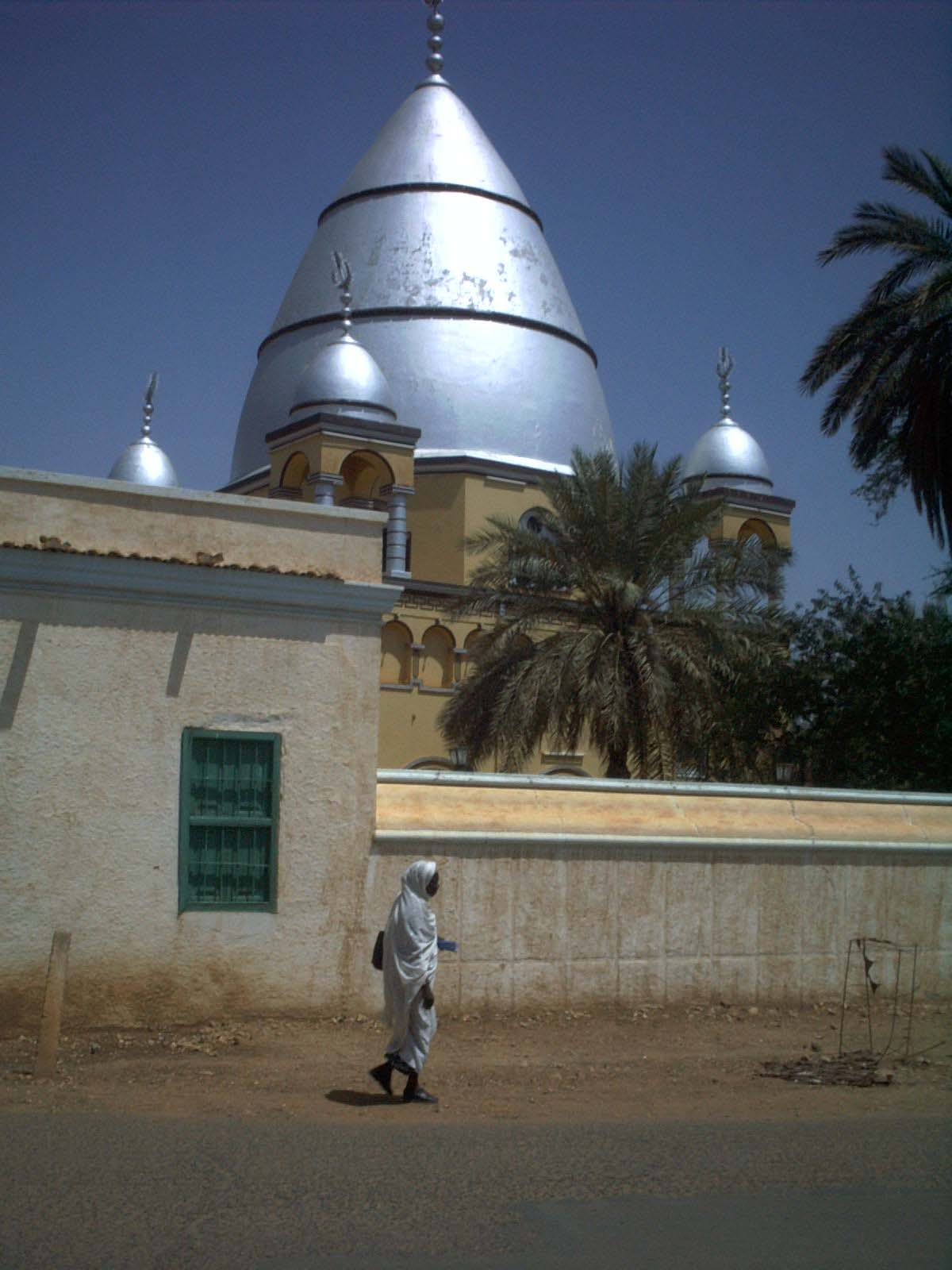
Túmulo de Mádi em Ondurmã, Sudão

Os dois maiores da categoria supratribal no início da década de 1990 foram os Juhayna e os Jaali (ou Jaalayin). O Juhayna consistiu uma das maiores tribos nômades, embora muitos tinham-se tornado completamente resolvidas. O Jaali englobava os ribeirinhas, povos sedentários de Dunqulah apenas a norte de Cartum e os membros deste grupo, que haviam se mudado em outro lugar. Alguns dos seus grupos sedentários tinha-se tornado apenas no século XX. Sudanês viu o Jaali principalmente como os povos indígenas, que foram gradualmente tornando-se "árabes". No pensamento Juhayna, sudaneses foram menos mistos, embora alguns grupos Juhayna tinha-se tornado mais diversificados por absorver os povos indígenas. O Baqqara, por exemplo, que se moveram para sul e oeste e encontrou o Negroid, populações dessas áreas foram praticamente se distinguindo com eles.
Uma terceiro divisão supratribal de alguma importância foi a Kawahla, constituída por treze tribos de tamanho variável. Destes, oito tribos e segmentos de outros cinco foram encontrados norte e oeste de Cartum. Há pessoas que foram mais fortemente dependentes da pecuária do que foram os segmentos de outros cinco tribos, que viviam em ambos os lados do Nilo Branco do sul de Cartum ao norte de Kosti. Este aglomerado de cinco grupos (para efeitos práticos, eram tribos independentes) apresentaram um considerável grau de auto-consciência e de coesão em algumas circunstâncias, embora isso não tivesse impedido uma concorrência interna para obter status e poder.
O ashraf, que afirmam descida do profeta Maomé, foram encontrados em pequenos grupos (linhagens) dispersos entre outros árabes. A maioria dessas linhagens havia sido fundada por religiosos, professores ou seus descendentes. Um pequeno grupo de descendentes da Dinastia Funj também alegou descendência do profeta assim como os omíadas. Esta alegação teve pouca fundação, mas serviu para os separar de outros árabes vivendo em um pequeno grupo ou entre o Nilo Branco e os Nilo Azul. O termo ashraf também foi aplicado no Sudão para a família de Muhammad Ahmad ibn como Sayyid Abd Allah, conhecido como o Mahdi.
A divisão em Jaali e Juhayna não pareceu ter um efeito significativo sobre as maneiras pelas quais os indivíduos e grupos se distinguiam uns dos outros. Os conflitos entre tribos geralmente surgiam da concorrência para as boas pastagens, ou a partir das concorrentes demandas de tribos nômades e sedentários sobre o ambiente. Entre os nômades e sedentários recentemente árabes, as tribos competiam pelo poder local.
A composição das tribos geralmente é por nascimento, mas os indivíduos e os grupos podem também participar nestas unidades por adopção, ou uma decisão de viver e agir de uma determinada maneira. Por exemplo, quando um sedentário de pêlo torna-se um gado nômade, ele é percebido como um Baqqara. Eventualmente os descendentes desses novos membros são considerados como pertencentes a esse grupo por nascimento.

### Núbios
No início de 1990, os núbios foram o segundo mais importante grupo muçulmano no Sudão, sua terra natal sendo o vale do rio Nilo longe norte do Sudão e sul do Egito. Outros, grupos muito pequenos relacionados falavam uma língua e reivindicavam uma ligação com o núbios do Nilo, foram dados nomes locais, tais como a Birqid e os Meidab em Darfur. Quase todos os núbios do Nilo falam árabe como uma segunda língua.
Em meados dos anos 1960, em antecipação da inundação de suas terras após a construção do Aswan High Dam, os núbios do Nilo tiveram que ser reinstalados em Khashm al Qirbah sobre o rio Atbarah no que era então a Província de Kassala. Não é claro quantos núbios permaneceram no Vale do Nilo. Mesmo antes da reinstalação, muitos abandonaram o vale para diferentes comprimentos de tempo de trabalho na cidade, embora a maioria tentou manter um vínculo com os suas tradicional pátria. Um padrão semelhante de trabalho nas cidades aparentemente foi seguido por aqueles reinstalados em Khashm al Qirbah. Muitos núbios ali mantinham o seu arrendamento, que tinham parentes para supervisionar a terra e portanto não era necessário a contratação para esse trabalho. Os núbios frequentemente, com as suas famílias, trabalhavam em Cartum, a cidade de Kassala, Sudão e em Port, em empregos variando de serviço doméstico e de trabalho semiqualificados para ensinar, e funcionalismo público, que exigia alfabetização. Apesar dos seus conhecimentos de língua árabe e sua devoção ao Islã, muitos núbios tinham uma considerável auto-consciência e se mantinham firmemente em suas próprias comunidades, nas cidades.

### Beja
Os bejas viveram no Mar Vermelho desde os tempos antigos. A influência árabe não foi significativa até  um milênio atrás, mas, desde então, levaram os bejas a adoptar o Islão e genealogias que os vincularam aos árabes ancestrais. Embora alguns árabes de figura na ascendência de Beja, o grupo é maioritariamente descendente de uma população indígena, e eles não tendem a adoptar o estilo árabe.
Na década de 1990, os bejas pertenciam a um dos quatro grupos - o Bixarins, o Amaras, o Hadendoa, e o Bani Amir. O maior grupo era o Hadendoa, mas o Bixarins tinha o maior território, com a liquidada das tribos que vivem no Rio Atbara no extremo sul da faixa Beja e nômades que vivem no norte do país. Um bom número de Hadendoa também foram influenciados a trabalhar na agricultura, especialmente no litoral perto Taucar, mas muitos permaneceram nômades. O Amarar, que vivem na parte central da gama Beja, parecia ser em grande parte nômades, como foi o segundo maior grupo, o Bani Amir, que viveu ao longo da fronteira com o norte da Etiópia. A exacta proporção da população dos nômades em Beja no início dos anos 1990 não era conhecido, mas era muito maior do que relativamente a de nômades componente da população árabe. Os bejas foram caracterizados como conservadores, orgulhoso, e até mesmo para outros os bejas são muito reticentes nas relações com estranhos. Eles foram muito relutantes em aceitar a autoridade do governo central.

### O Fur
O Fur, governou até 1916 por uma entidade independente sultanato (Darfur) e orientando política e culturalmente os povos no Chade, eram sedentários, cultivando um longo grupo espaço ao redor do Jabal Marrah. Embora a decisão da dinastia e os povos da região eram muçulmanos, que não tenham adotado costumes árabes eles se empenharam na pecuária e tinham desempenhado uma pequena parte da subsistência da comunidade. Aqueles que adquiriram um substancial rebanho de gado poderia mantê-lo apenas por viver como os, Baqqara, vizinhos árabes, e aqueles que persistem neste padrão eventualmente vieram a ser considerados como Bacara.

### Zagauas
Vivem no norte do planalto era para os seminômades, pessoas conhecidas para os árabes como zagauas. Grandes números do grupo vivia em Chade. Pastores de gado, camelos, ovinos, caprinos e, a Zaghawa também ganharam uma parte substancial do seu sustento pela recolha selvagem dos grãos e outros produtos. O cultivo tinha-se tornado cada vez mais importante, mas permaneceu arriscado, e as pessoas regressaram para reunir em períodos de seca. Convertido para o Islã, os Zaghawa, no entanto, mantiveram grande parte da sua orientação religiosa tradicional.

### Massalites, dajus, e bertis
Dos outros povos que vivem em Darfur na década de 1990, e foram, pelo menos nominalmente muçulmano, o mais importante foram os massalites, dajus, e bertis. Todos eram principalmente cultivadores vivendo em aldeias permanentes, mas eles praticavam pecuária em diferentes graus. Os massalites, vivendo no Sudão, Chade, na fronteira foi o maior grupo. Historicamente sob um menor sultanato, que foram posicionadas entre os dois dominantes sultanatos da área, Darfur e Uadai (no Chade). 
Os bertis são constituídos de dois grupos. Um viveu nordeste de El-Fasher; os outros tinham migrado para Darfur e Cordofão do Sul províncias no século XIX. Os dois grupos bertis, não parecem que compartilham um sentimento de identidade comum. Os membros do grupo ocidental, além de cultivar culturas subsistência e praticando pecuária, reunidos fazem também a goma arábica para a venda em mercados locais.
O termo daju, na linguística foi uma denominação que foi aplicada a uma série de grupos dispersos de oeste e sudoeste Cordofão, Darfur, e para o leste Chade. Estes grupos eram chamados pelos próprios nomes diferentes e não apresentaram nenhum sentimento de identidade comum.

### Oeste-africanos
Viviam no Sudão em 1990 cerca de um milhão de pessoas de origem oeste-africana. Juntos, oeste-africanos que se tornaram cidadãos sudaneses e residentes da África Ocidental, composta por 6,5% da população sudanesa. Em meados da década de década de 1970, Oeste-africanos tinham sido estimados em mais de 10% da população das províncias do norte. Alguns eram descendentes de pessoas que haviam chegado cinco gerações ou mais cedo, outros eram imigrantes recentes. Alguns tinham chegado na através do exílio, incapazes de atender à potência colonial, em sua terra natal. Outros tinham sido peregrinos para Meca, resolvendo qualquer rota ou no seu regresso. Muitos chegaram ao longo de décadas, no decurso da grande dispersão dos nômades fulas; outros chegaram, em especial após a II Guerra Mundial, como trabalhadores rurais e urbanos ou para ocupar terras como camponeses cultivadores.
Quase 60% das pessoas incluídas no Oeste Africano afirmaram ser de origem nigeriana (localmente denominados bornus em honra ao emirado do qual eram nativos). Devido o domínio hauçá no norte da Nigéria e da utilização generalizada do seu idioma existente em outros países, alguns não hauçás também poderiam ser chamados hauçás e descrever-se como tal. Mas os hauçás, em particular eram aqueles do Sudão, que preferiam ser chamados de Takari. Os fulas, ainda mais amplamente dispersos por toda África Ocidental, pode ter origem na Nigéria do que outros estados. Normalmente, o termo aplicado aos fulas no Sudão foi Fallata, mas também sudaneses que o termo é utilizado para outros Oeste-africanos.

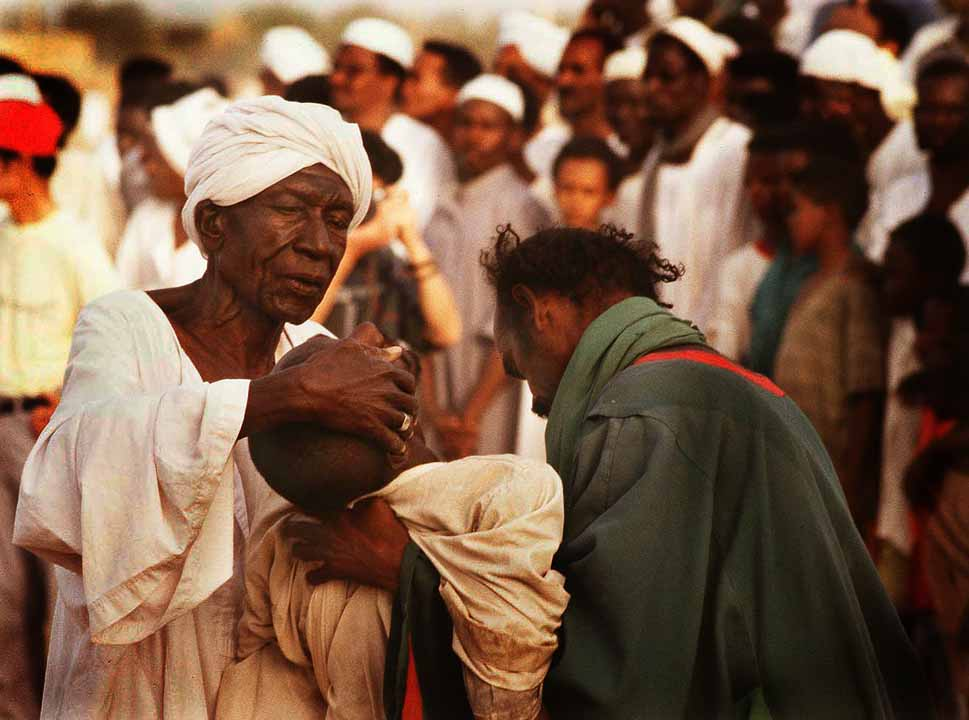
Ritual Sufi sendo realizado no Sudão.

Os fulas nômades foram encontrados em muitas partes do Sudão Central de Darfur no Nilo Azul, e ocasionalmente eles competiram com as populações indígenas para o pasto. Em Darfur grupos fulas adaptaram-se de várias formas com a presença dos bacaras. Alguns conservando todos os aspectos de sua cultura e língua. Poucos tinham-se tornado muito parecido com os Bacaras na língua e em outros aspectos, embora eles tendem a manter as suas próprias raças de bovinos e maneiras de lidar com eles. Alguns dos grupos fulas no leste do estado eram sedentários, descendentes dos sedentários fulas acórdão do grupo no norte da Nigéria.

## A liberdade religiosa
A Constituição prevê a liberdade de religião; porém, na prática, o governo sudaês continua a impor muitas restrições sobre os não-muçulmanos, e os provenientes de tribos e seitas não filiadas com o partido no poder, como as de Darfur e as Montanhas Nuba. Embora o Governo não interfira com o atual culto e não prende pessoas por praticar sua religião em si, ele trata a sua forma de Islão como religião do Estado e declarou que o Islão deve inspirar o país, as leis, as instituições e as políticas. A Constituição prevê que, "Sharia é a personalização e as fontes de legislação."
Organizações religiosas e as igrejas estão sujeitos às mesmas restrições que estão estabelecidas aos não religiosos. Grupos religiosos, como todas as outras organizações, é suposto ser registrado para ser reconhecido legalmente ou para operar. Contudo, o registo declaradamente não é mais necessário, e as igrejas, incluindo a Igreja Católica, declarou que não é organização não-governamental (ONGs) e desceu para se cadastrar. Registrado grupos religiosos são supostos ser mais isentos de impostos, mas as igrejas dizem que ainda estão sujeitas a impostos e direitos de importação. Aplicações para construir mesquitas são geralmente concedidos na prática, no entanto, o processo de candidaturas para construir igrejas é mais difícil. A orientação do ministro é negar o edifício que permite à maioria dos grupos religiosos não-muçulmanos, alegando que há restrições de construir locais de culto em bairros residenciais devido a considerações de ruído, o número de fiéis, além de outros fatores. A última autorização foi emitida em torno de 1975.
Verificaram-se melhorias nas relações entre as diferentes comunidades religiosas, sob os auspícios do SIRC e da CSC, que representam 12 igrejas. O SCC reconhece um aumento no valor do diálogo, mas não acredita que tenha havido suficiente melhoria na natureza do diálogo para alterar as relações religiosas. O SCC continua a manifestar reservas quanto SIRC o poder para criar mudanças. Em Nairobi e Juba, criaram o novo Conselho de Igrejas.
Em Dezembro de 2003, o Governo convidou Franklin Graham, um pregador evangélico, para visitar o país. Graham recebeu uma calorosa recepção, bem como o estado e a estação televisiva abrangendo a sua visita. Governo funcionários participaram da Igreja em serviços na Páscoa e Natal para demonstrar solidariedade aos não-muçulmanos, mas o governo não vai permitir cristãos entrarem em mesquitas muçulmanas durante festivais.
O Governo, através do Ministério da Orientação e Desenvolvimento, alega que pratica a tolerância religiosa. No entanto, os não-muçulmanos, assim como aqueles das tribos e seitas não filiadas com o partido no poder, como as de Darfur e as Montanhas Nuba, continuou a manifestar preocupação com o facto de serem tratados como cidadãos de segunda classe e discriminados, não só nessas questões religiosas como na emissão de autorizações para a construção de igrejas, mas também em relação aos postos de trabalho e outras relações sociais. Eles notaram que a maioria dos cristãos são de tribos do sul, não filiadas com o partido no poder, que afirmam que os cristãos estão sempre em situação de desvantagem. Os não-muçulmanos e um grande número de muçulmanos são mantém uma inquietação com a aplicação geral da lei Sharia para as suas comunidades, em particular, mas não se limitando a não-muçulmanos.